# Campeonato da Europa de Atletismo de 2012 - 3000 m com obstáculos masculino
A prova dos 3000 metros com obstáculos masculino do Campeonato da Europa de Atletismo de 2012 foi disputada entre os dias 27 e 29 de junho de 2012 no Estádio Olímpico de Helsinque em Helsinque,  na Finlândia. 

## Recordes
Antes desta competição, os recordes mundiais e do campeonato nesta prova eram os seguintes:
|                       | Nome                        | Nacionalidade | Tempo   | Local     | Data                  |
| --------------------- | --------------------------- | ------------- | ------- | --------- | --------------------- |
| Recorde mundial       | Saif Saaeed Shaheen         | Catar         | 7m53s63 | Bruxelas  | 3 de setembro de 2004 |
| Recorde do campeonato | Mahiedine Mekhissi-Benabbad | França        | 8m07s87 | Barcelona | 1 de agosto de 2010   |
| Recorde europeu       | Bouabdellah Tahri           | França        | 8m01s18 | Berlim    | 18 de agosto de 2009  |

## Medalhistas
| Ouro                              | Prata                    | Bronze              |
| Mahiedine Mekhissi-Benabbad (FRA) | Tarık Langat Akdağ (TUR) | Víctor García (ESP) |

## Cronograma
Todos os horários são locais (UTC+3).
| Data        | Hora  | Evento  |
| ----------- | ----- | ------- |
| 27 de junho | 18:30 | Bateria |
| 29 de junho | 19:05 | Final   |

## Resultados

### Bateria
Qualificação: 4 atletas de cada bateria (Q) mais os 7 melhores qualificados (q). 
| Posição | Bateria | Atleta                      | Nacionalidade | Tempo   | Notas                |
| ------- | ------- | --------------------------- | ------------- | ------- | -------------------- |
| 1       | 2       | Tarık Langat Akdağ          | Turquia       | 8:27.31 | Q,                   |
| 2       | 2       | Ion Luchianov               | Moldávia      | 8:29.28 | Q                    |
| 3       | 2       | Víctor García               | Espanha       | 8:29.44 | Q                    |
| 4       | 2       | Łukasz Oślizło              | Polónia       | 8:29.46 | Q                    |
| 5       | 2       | Abdelaziz Merzougui         | Espanha       | 8:29.51 | q                    |
| 6       | 2       | Steffen Uliczka             | Alemanha      | 8:29.55 | q                    |
| 7       | 1       | Mahiedine Mekhissi-Benabbad | França        | 8:31.05 | Q                    |
| 8       | 2       | Yuri Floriani               | Itália        | 8:32.63 | q                    |
| 9       | 1       | Patrick Nasti               | Itália        | 8:34.08 | Q                    |
| 10      | 1       | Łukasz Parszczyński         | Polónia       | 8:35.05 | Q                    |
| 11      | 1       | Antonio David Jiménez       | Espanha       | 8:35.44 | q                    |
| 12      | 2       | Kaur Kivistik               | Estónia       | 8:36.10 | q,                   |
| 13      | 1       | Hakan Duvar                 | Turquia       | 8:37.40 | q                    |
| 14      | 1       | Krystian Zalewski           | Polónia       | 8:37.82 | q                    |
| 15      | 1       | James Wilkinson             | Grã-Bretanha  | 8:39.19 |                      |
| 16      | 2       | Noureddine Smaïl            | França        | 8:41.11 |                      |
| 17      | 1       | Alberto Paulo               | Portugal      | 8:41.63 | Recorde da temporada |
| 18      | 2       | Itai Maggidi                | Israel        | 8:47.29 |                      |
| 19      | 1       | Rob Mullett                 | Grã-Bretanha  | 8:48.38 |                      |
| 20      | 1       | Alexandru Ghinea            | Roménia       | 8:55.88 |                      |
| 21      | 1       | Jukka Keskisalo             | Finlândia     | DNS     |                      |
| 21      | 1       | Halil Akkaş                 | Turquia       | DNF     |                      |
| 21      | 2       | Luke Gunn                   | Grã-Bretanha  | DNF     |                      |
| —       | 1       | Nordine Gezzar              | França        | 8:31.33 | DSQ Doping           |
| —       | 2       | Ildar Minshin               | Rússia        | 8:52.84 | Doping               |

### Final
| Posição           | Atleta                      | Nacionalidade | Tempo   | Notas  |
| ----------------- | --------------------------- | ------------- | ------- | ------ |
| Medalha de ouro   | Mahiedine Mekhissi-Benabbad | França        | 8:33.23 |        |
| Medalha de prata  | Tarık Langat Akdağ          | Turquia       | 8:35.24 |        |
| Medalha de bronze | Víctor García               | Espanha       | 8:35.87 |        |
| 4                 | Abdelaziz Merzougui         | Espanha       | 8:38.58 |        |
| 5                 | Łukasz Parszczyński         | Polónia       | 8:38.76 |        |
| 6                 | Yuri Floriani               | Itália        | 8:39.22 |        |
| 7                 | Krystian Zalewski           | Polónia       | 8:39.35 |        |
| 8                 | Hakan Duvar                 | Turquia       | 8:40.05 |        |
| 9                 | Steffen Uliczka             | Alemanha      | 8:41.53 |        |
| 11                | Łukasz Oślizło              | Polónia       | 8:44.51 |        |
| 12                | Patrick Nasti               | Itália        | 8:48.37 |        |
| 13                | Antonio David Jiménez       | Espanha       | 8:53.30 |        |
| 14                | Kaur Kivistik               | Estónia       | 8:58.02 |        |
| —                 | Nordine Gezzar              | França        | 8:36.98 | Doping |

Legenda
| Recorde mundial       | Recorde mundial (World record)               |                       | Recorde africano                      | Recorde africano (African) |                                           | Q | Classificado por posição (Qualified) |
| Recorde do campeonato | Recorde do campeonato (Championship record)  | Recorde da América    | Recorde da América (Americas)         | q                          | Classificado por melhor tempo (Qualified) |   |                                      |
| Melhor marca do ano   | Melhor marca do ano (World leading)          | Recorde asiático      | Recorde asiático (Asian)              | DNS                        | Não largou (Did not start)                |   |                                      |
| Recorde nacional      | Recorde nacional (National record)           | Recorde europeu       | Recorde europeu (European)            | DNF                        | Não terminou (Did not finish)             |   |                                      |
| Recorde pessoal       | Recorde pessoal do atleta (Personal best)    | Recorde da Oceania    | Recorde da Oceania (Oceania)          | DSQ / DQ                   | Desclassificado (Disqualified)            |   |                                      |
| Recorde da temporada  | Recorde da temporada do atleta (Season best) | Recorde sul-americano | Recorde sul-americano (South America) | NM                         | Sem marca (No mark)                       |   |                                      |